# Jurij Patrikiejew
Jurij Nikołajewicz Patrikiejew, orm. Յուրի Նիկոլայի Պատրիկեև; ros. Юрий Николаевич Патрикеев (ur. 28 września 1979) – ormiański, a wcześniej (do 2006 roku) rosyjski zapaśnik w stylu klasycznym, brązowy medalista olimpijski, trzykrotny medalista mistrzostw świata, czterokrotny mistrz Europy.
Brązowy medalista igrzysk olimpijskich w Pekinie w 2008 roku w kategorii do 120 kg. Ósmy w Londynie 2012 w wadze 120 kg.
Trzykrotny medalista mistrzostw świata (2002-2010) i czterokrotny mistrz Europy (2002, 2004, 2008, 2009).
Pierwszy w Pucharze Świata w 2010 i drugi w 2005 i 2009. Brązowy medalista uniwersyteckich mistrzostw świata w 2000. Mistrz świata juniorów w 1999 roku.